# Lycosa sochoi
Lycosa sochoi är en spindelart som beskrevs av Cândido Firmino de Mello-Leitão 1947. 
Lycosa sochoi ingår i släktet Lycosa och familjen vargspindlar. Inga underarter finns listade i Catalogue of Life.